# Arany Málna díj a legrosszabb előzményfilmnek, remake-nek, koppintásnak vagy folytatásnak
A legrosszabb előzményfilm, remake, koppintás vagy folytatás Arany Málna díját (angolul: Golden Raspberry Award for Worst Prequel, Remake, Rip-off or Sequel) a Los Angeles-i székhelyű Arany Málna Díj Alapítvány  1995 óta ítéli oda több száz akadémiai tag szavazata alapján annak az előző évben készült és forgalomba került amerikai filmnek, amely a „legcsapnivalóbb” módon dolgoz fel újra egy már létező alkotást, készíti el előtörténetét vagy folytatását, esetleg egyszerűen csak „lemásolja”.
A kategóriában évente öt-öt alkotást jelölnek. A díj elnevezése az évek során többször változott:
- Az 1995 és 2006 között két év kihagyással (1997, 2000) odaítélt díj elnevezése legrosszabb remake vagy folytatás volt.
- 2007-ben és 2008-ban két kategóriára bontva osztották ki a díjat:
  - legrosszabb előzményfilm vagy folytatás
  - legrosszabb remake vagy koppintás.
- 2009 óta a két kategóriát összevonva, a jelenlegi elnevezést használják.

A díjra jelölt alkotások listáját minden év elején, az Oscar-díjra jelöltek kihirdetése előtti napon hozzák nyilvánosságra. A „nyertes” megnevezése minden év február végén, március elején, az Oscar-gála előtti napon történik, valamelyik hollywoodi vagy Santa Barbara-i rendezvényteremben tartott ünnepség keretében.
A Razzie történetében csak e kategóriában fordult elő, egy alkalommal (1999), hogy egyszerre három filmnek ítéljék oda a díjat megosztva.

## Díjazottak és jelöltek
| „Győztes” – félkövérrel szedve, szürkéskék háttérrel |

### 1990-es évek
| Év   | „Győztesek” és jelöltek |
| ---- | --- |
| 1995 | Wyatt Earp, producer: Kevin Costner, Lawrence Kasdan és Jim Wilson (Warner Bros.) |
| 1995 | Beverly Hills-i zsaru 3., producer: Robert Rehme és Mace Neufeld (Paramount Pictures) |
| 1995 | Irány Colorado 2. – Curly aranya, producer: Billy Crystal (Columbia Pictures) |
| 1995 | A Flintstone család, producer: Bruce Cohen (Universal Studios) |
| 1995 | A sors útjai, producer: Warren Beatty (Warner Bros.) |
| 1996 | A skarlát betű, producer: Roland Joffé és Andrew G. Vajna (Hollywood Pictures) |
| 1996 | Ace Ventura 2. – Hív a természet, producer: James G. Robinson (Warner Bros.) |
| 1996 | Dr. Jekyll Junior, producer: Robert Shapiro és Jerry Leider (Savoy Pictures) |
| 1996 | Showgirls, producer: Alan Marshall és Charles Evans (MGM/United Artists) (A Mindent Éváról és The Lonely Lady remake-je)                                                                                |
| 1996 | Elátkozottak faluja, producer: Michael Preger és Sandy King (Universal Studios) |
| 1998 | Féktelenül 2. – Teljes gőzzel, producer: Jan de Bont és Michael Peyser (20th Century Fox) |
| 1998 | Az elveszett világ: Jurassic Park, producer: Gerald R. Molen és Colin Wilson (Universal Studios) |
| 1998 | Batman és Robin, producer: Peter MacGregor-Scott (Warner Bros.) |
| 1998 | Gyagyások serege , producer: Bill Sheinberg, Jonathan Sheinberg és Sid Sheinberg (Universal Studios) |
| 1998 | Reszkessetek, betörők! 3., producer: Hilton A. Green és John Hughes (20th Century Fox) |
| 1999 | Bosszúállók, producer: Jerry Weintraub (Warner Bros.) (megosztva) Godzilla, producer: Dean Devlin (TriStar) (megosztva) Psycho, producer: Brian Grazer és Gus Van Sant (Universal Pictures) (megosztva) |
| 1999 | Lost in Space – Elveszve az űrben (New Line Cinema) |
| 1999 | Ha eljön Joe Black (Universal Pictures) |

### 2000-es évek
| Év   | „Győztesek” és jelöltek |
| ---- | --- |
| 2001 | Blair Witch – Ideglelés 2., producer: Bill Carraro (Artisan Entertainment) |
| 2001 | A Grincs, producer: Ron Howard és Brian Grazer (Universal Pictures) |
| 2001 | A Flintstone család 2. – Viva Rock Vegas, producer: Bruce Cohen (Universal Pictures) |
| 2001 | Get Carter, producer: Mark Canton, Neil Canton és Elie Samaha (Warner Bros.) |
| 2001 | Mission: Impossible 2., producer: Tom Cruise és Paula Wagner (Paramount) |
| 2002 | A majmok bolygója, producer: Richard D. Zanuck és Ralph Winter (20th Century Fox) |
| 2002 | Édes november, producer: Elliott Kastner, Steven Reuther, Deborah Aal és Erwin Stoff (Warner Bros.) |
| 2002 | Jurassic Park III., producer: Kathleen Kennedy és Larry J. Franco (Universal Studios) |
| 2002 | Krokodil Dundee Los Angelesben, producer: Paul Hogan és Perry Katz (Paramount Pictures) |
| 2002 | Pearl Harbor – Égi háború, producer: (Touchstone Pictures) |
| 2003 | Hullámhegy, producer: Matthew Vaughn (Screen Gems) (az 1974-es olasz Swept Avay remake-je.) |
| 2003 | Én, a kém, producer: Andrew G. Vajna, Mario Kassar. Betty Thomas és Jenno Topping (Columbia Pictures) |
| 2003 | A kismenő, producer: Sid Ganis és Jack Giarraputo (Columbia Picture/New Line Cinema) |
| 2003 | Pinokkió, producer: Gianluigi Braschi (Miramax) |
| 2003 | Star Wars II. rész – A klónok támadása, producer: Rick McCallum (20th Century Fox) |
| 2004 | Charlie angyalai: Teljes gázzal, producer: Leonard Goldberg, Drew Barrymore és Nancy Juvonen (Columbia Pictures)                                                                                          |
| 2004 | A texasi láncfűrészes, producer: Michael Bay, Mike Fleiss, Brad Fuller. Tobe Hooper és Kim Henkel (New Line Cinema)                                                                                       |
| 2004 | Dumb és Dumberer: Miből lesz a dilibogyó, producer: Troy Miller, Brad Krevoy, Mark Burg, Oren Koules és Toby Emmerich (New Line Cinema)                                                                   |
| 2004 | Halálosabb iramban, producer: Neal H. Moritz (Universal Pictures) |
| 2004 | Strandszerelem, producer: Robert Engelman (20th Century Fox) (Az Ahol a fiúk vannak (1960) és a Pasivadászat kezdőknek (1984) remake-je)                                                                  |
| 2005 | Scooby-Doo 2. – Szörnyek póráz nélkül, producer: Charles Roven és Richard Suckle (Warner Bros.) |
| 2005 | 80 nap alatt a Föld körül, producer: Bill Badalato és Hal Lieberman (Disney) |
| 2005 | Alien vs. Predator – A Halál a Ragadozó ellen, producer: John Davis, Gordon Carroll, David Giler, Walter Hill (20th Century Fox)                                                                          |
| 2005 | Anakonda 2. – A véres orchidea, producer: Acobus Rose, Verna Harrah és Susan Ruskin (Screen Gems) |
| 2005 | Az ördögűző: A kezdet, producer: James G. Robinson (Warner Bros.) |
| 2006 | A Maszk 2. – A Maszk fia, producer: Erica Huggins és Scott Kroopf (New Line Cinema) |
| 2006 | Földre szállt boszorkány, producer: Nora Ephron, Douglas Wick és Penny Marshall (Sony/Columbia Pictures)                                                                                                  |
| 2006 | Hazárd megye lordjai, producer: Bill Gerber (Warner Bros./Village Roadshow Pictures) |
| 2006 | Tök alsó 2. – Európai turné, producer: John Schneider, Adam Sandler és Jack Giarraputo (Sony/Columbia Pictures)                                                                                           |
| 2006 | Viasztestek, producer: Joel Silver, Robert Zemeckis és Susan Levin (Warner Bros.) |
| 2007 | Kiscsávó, producer: Keenen Ivory Wayans, Marlon Wayans, Shawn Wayans, Lee Mayes és Rick Alvarez (Sony/Revolution; az 1954-es Babby Buggy Bunny című Tapsi Hapsi-rajzfilm koppintása)                      |
| 2007 | Összekutyulva, producer: David Hoberman és Tim Allen (Disney) |
| 2007 | Poseidon, producer: Wolfgang Petersen, Duncan Henderson, Mike Fleiss és Akiva Goldsman (Warner Bros.) |
| 2007 | Rejtélyek szigete, producer: Nicolas Cage és Avi Lerner (Warner Bros.) |
| 2007 | A rózsaszín párduc, producer: Robert Simonds (Sony/Columbia) |
| 2007 | Elemi ösztön 2., producer: Mario Kassar, Joel B. Michaels és Andrew G. Vajna (Sony/Columbia) |
| 2007 | Gagyi mami 2., producer: David T. Friendly és Michael Green (Fox) |
| 2007 | Garfield 2., producer: John Davis (Fox) |
| 2007 | Télapu 3. – A szánbitorló, producer: Robert F. Newmyer, Brian Reilly és Jeffrey Silver (Disney) |
| 2007 | A texasi láncfűrészes mészárlás: A kezdet, producer: Michael Bay, Mike Fleiss, Tobe Hooper, Kim Henkel, Andrew Form és Brad Fuller (New Line)                                                             |
| 2008 | Tudom, ki ölt meg, producer: Frank Mancuso Jr. és David Grace (Sony/TriStar) – A Motel, a Fűrész és The Patty Duke Show filmekből                                                                         |
| 2008 | Bazi nagy film, producer: Paul Schiff (20th Century Fox) – „lenyúlása minden filmnek, amit lenyúl” |
| 2008 | Bratz – Talpra, csajok!, producer: Isaac Larian, Avi Arad és Steven Paul (Lions Gate) – „lenyúlás, akárhonnan is”                                                                                         |
| 2008 | Tor-túra 2., producer: Ted Hartley, Ice Cube, Matt Alvarez és Todd Garner (Sony/Columbia/Revolution) – „a Mr. Blandings Builds His Dream House koppintása”                                                |
| 2008 | Who's Your Caddy?, producer: Christopher Eberts, Tracey Edmonds, Kia Jam és Arnold Rifkin (Metro-Goldwyn-Mayer/Dimension) – „a Golfőrültek koppintása”                                                    |
| 2008 | Oviapu 2., producer: William Sherak és Jason Shuman (Sony/TriStar/Revolution) |
| 2008 | Aliens vs. Predator – A Halál a Ragadozó ellen 2., producer: John Davis, David Giler és Walter Hill (20th Century Fox)                                                                                    |
| 2008 | Evan, a minden6ó, producer: Tom Shadyac, Gary Barber, Roger Birnbaum, Neal H. Moritz és Michael Bostick (Universal)                                                                                       |
| 2008 | Hannibal ébredése, producer: Dino De Laurentiis, Martha De Laurentiis és Tarak Ben Ammar (The Weinstein Company)                                                                                          |
| 2008 | Motel 2., producer: Scott Spiegel, Boaz Yakin és Mike Fleiss (Lions Gate) |
| 2009 | Indiana Jones és a kristálykoponya királysága, producer: Frank Marshall, George Lucas és Kathleen Kennedy (Paramount)                                                                                     |
| 2009 | Amikor megállt a Föld, producer: Erwin Stoff, Paul Harris Boardman és Gregory Goodman (20th Century Fox) – az 1951-es A nap, mikor megállt a Föld remake-je                                               |
| 2009 | Csillagok háborúja: Klónok háborúja, producer: George Lucas és Catherine Winder (Warner Bros.) |
| 2009 | Katasztrófafilm, producer: Jason Friedberg, Aaron Seltzer és Peter Safran (Lionsgate) (megosztva) Spárta a köbön, producer: Jason Friedberg, Aaron Seltzer és Peter Safran (20th Century Fox) (megosztva) |
| 2009 | Speed Racer – Totál turbó, producer: Larry Wachowski, Andy Wachowski, Joel Silver és Grant Hill (Warner Bros.)                                                                                            |

### 2010-es évek
| Év | „Győztesek” és jelöltek |
| --- | --- |
| 2010 | Az elveszettek földje, producer: Sid Krofft, Marty Krofft és Jimmy Miller (Universal) – az 1974-es Land of the Lost sorozat adaptációja                                                           |
| 2010 | Alkonyat – Újhold, producer: Wyck Godfrey és Karen Rosenfelt (Summit) – az Újhold c. regény adaptációja, az Alkonyat folytatása.                                                                  |
| 2010 | A rózsaszín párduc 2., producer: Robert Simonds (Columbia/20th Century Fox) – a 2006-os Rózsaszín párduc folytatása                                                                               |
| 2010 | G. I. Joe: A kobra árnyéka, producer: Stephen Sommers, Lorenzo di Bonaventura és Bob Ducsay (Paramount/Hasbro) – a G.I. Joe-franchise adaptációja                                                 |
| 2010 | Transformers: A bukottak bosszúja, producer: Ian Bryce, Tom DeSanto és Lorenzo di Bonaventura (DreamWorks/Paramount) – a Transformers folytatása                                                  |
| 2011 | Szex és New York 2., producer: Michael Patrick King, Sarah Jessica Parker, Darren Star és John Melfi (New Line/HBO/Village Roadshow)                                                              |
| 2011 | Alkonyat – Napfogyatkozás, producer: Wyck Godfrey, Greg Mooradian és Karen Rosenfelt (Summit Entertainment)                                                                                       |
| 2011 | A titánok harca, producer: Basil Iwanyk, Kevin De La Noy és Richard D. Zanuck (Warner Bros.) |
| 2011 | Az utolsó léghajlító, producer: M. Night Shyamalan, Sam Mercer, Frank Marshall és Scott Aversano (Paramount)                                                                                      |
| 2011 | Vámpíros film, producer: Peter Safran (Regency/20th Century Fox) |
| 2012 | Jack és Jill, producer: Adam Sandler, Jack Giarraputo és Todd Garner (Columbia Pictures) – a Glen or Glenda koppintása/remakeje                                                                   |
| 2012 | Alkonyat: Hajnalhasadás – 2. rész, producer: Wyck Godfrey, Karen Rosenfelt és Stephenie Meyer (Summit Entertainment)                                                                              |
| 2012 | Arthur, a legjobb parti, producer: Larry Brezner, Kevin McCormick, Chris Bender és Michael Tadross (Warner Bros.)                                                                                 |
| 2012 | Bucky Larson: Született filmcsillag, producer: Adam Sandler, Jack Giarraputo, Allen Covert, Nick Swardson és David Dorfman (Columbia Pictures) – a Boogie Nights és a Csillag születik koppintása |
| 2012 | Másnaposok 2., producer: Daniel Goldberg és Todd Phillips (Warner Bros.) |
| 2013 | Alkonyat: Hajnalhasadás – 2. rész, producer: Wyck Godfrey, Karen Rosenfelt és Stephenie Meyer (Summit Entertainment)                                                                              |
| 2013 | A szellemlovas – A bosszú ereje, producer: Steven Paul, Ashok Amritraj, Michael De Luca és Avi Arad (Columbia Pictures)                                                                           |
| 2013 | Madea néni, avagy a tanú védtelen, producer: Tyler Perry, Ozzie Areu és Paul Hall (Lions Gate Entertainment)                                                                                      |
| 2013 | Piranha 3DD, producer: Mark Canton, Marc Toberoff és Joel Soisson (Dimension Films) |
| 2013 | Vörös hajnal, producer: Beau Flynn, Vincent Newman és Tripp Vinson (FilmDistrict) |
| 2014 | A magányos lovas, producer: Jerry Bruckheimer, Gore Verbinski (Disney) |
| 2014 | Horrorra akadva 5., producer: David Zucker, Phil Dornfeld (The Weinstein Company) |
| 2014 | Hupikék törpikék 2., producer: Jordan Kerner (Columbia/Sony Pictures Animation) |
| 2014 | Másnaposok 3., producer: Daniel Goldberg, Todd Phillips (Warner Bros.) |
| 2014 | Nagyfiúk 2., producer: Jack Giarraputo, Adam Sandler (Columbia) |
| 2015 | Annie, producer: Jay Brown, Will Gluck, Jada Pinkett Smith, Will Smith (Marcy Media, Olive Bridge Entertainment)                                                                                  |
| 2015 | Atlas Shrugged: Part III, producer: John Aglialoro , Ben Brigham (Atlas 3 Productions) |
| 2015 | Herkules legendája, producer: Boaz Davidson, Renny Harlin, Danny Lerner, Les Weldon (Millennium Films)                                                                                            |
| 2015 | Tini nindzsa teknőcök, producer: Michael Bay, Andrew Form (Nickelodeon Movies) |
| 2015 | Transformers: A kihalás kora, producer: Steven Spielberg, Tom DeSanto, Lorenzo di Bonaventura, Don Murphy (Paramount Pictures / DreamWorks)                                                       |
| 2016 | A fantasztikus négyes, producer: Gregory Goodman, Simon Kinberg, Robert Kulzer, Stan Lee és Hutch Parker (20th Century Fox)                                                                       |
| 2016 | Alvin és a mókusok – A mókás menet, producer: Janice Karman és Ross Bagdasarian (20th Century Fox)                                                                                                |
| 2016 | Vissza a jelenbe 2., producer: Andrew Panay (Paramount/MGM) |
| 2016 | Az emberi százlábú 3., producer: Ilona Six, Tom Six (IFC Films) |
| 2016 | A pláza ásza Vegasban, producer: Todd Garner, Jack Giarraputo, Kevin James, Adam Sandler (Columbia Pictures)                                                                                      |
| 2017 | Batman Superman ellen – Az igazság hajnala, producer: Christopher Nolan (DC Entertainment) |
| 2017 | A fekete ötven árnyalata, producer: Rick Alvarez, Marlon Wayans (IM Global) |
| 2017 | A függetlenség napja – Feltámadás, producer: Dean Devlin, Roland Emmerich, Harald Kloser (20th Century Fox)                                                                                       |
| 2017 | Alice Tükörországban, producer: Tim Burton, Joe Roth, Jennifer Todd, Suzanne Todd (Walt Disney Pictures/Roth Films/Team Todd/Tim Burton Productions)                                              |
| 2017 | Tini Nindzsa Teknőcök: Elő az árnyékból!, producer: Michael Bay, Andrew Form, Brad Fuller, Scott Mednick, Galen Walker (Nickelodeon Movies/Paltinum Dunes)                                        |
| 2017 | Zoolander 2., producer: Stuart Cornfeld, Scott Rudin, Ben Stiller, Clayton Townsend, Marco Valerio Pugini (Red Hour Productions)                                                                  |
| 2018 | |
| A sötét ötven árnyalata, producer: Dana Brunetti, Michael De Luca, E. L. James, Marcus Viscidi (Universal Pictures/Focus Features) | |
| A múmia, producer: Sarah Bradshaw, Sean Daniel, Alex Kurtzman, Chris Morgan (Universal Pictures)                                   | |
| Baywatch, producer: Michael Berk, Gregory J. Bonann, Beau Flynn, Ivan Reitman, Douglas Schwartz (Paramount Pictures)               | |
| Boo 2! A Madea Halloween, producer: Tyler Perry, Ozzie Areu, Will Areu (Lionsgate)                                                 | |
| Transformers: Az utolsó lovag, producer: Ian Bryce, Lorenzo di Bonaventura, Tom DeSanto, Don Murphy (Paramount Pictures)           | |
| 2019 | Holmes és Watson, producer: Jimmy Miller, Clayton Townsend (Columbia Pictures, Gary Sanchez Productions)                                                                                          |
| 2019 | Bosszúvágy, producer: Roger Birnbaum (Metro-Goldwyn-Mayer) |
| 2019 | Death of a Nation, producer: Gerald R. Molen (D'Souza Media) |
| 2019 | Meg – Az őscápa (A cápa koppintása), producer: Belle Avery, Lorenzo di Bonaventura, Colin Wilson (Flagship Entertainment)                                                                         |
| 2019 | Robin Hood, producer: Jennifer Davisson, Leonardo DiCaprio (Summit Entertainment) |

### 2020-as évek
| Év   | „Győztesek” és jelöltek |
| ---- | --- |
| 2020 | Rambo V. – Utolsó vér, producer: Avi Lerner, Kevin King Templeton, Yariv Lerner, Les Weldon (Millennium Media, Balboa Productions)                                                                          |
| 2020 | X-Men: Sötét Főnix, producer: Simon Kinberg, Hutch Parker, Lauren Shuler Donner, Todd Hallowell (20th Century Studios, Marvel Entertainment, Kinberg Genre)                                                 |
| 2020 | Godzilla II. – A szörnyek királya, producer: Mary Parent, Alex Garcia, Thomas Tull, Jon Jashni, Brian Rogers (Warner Bros.)                                                                                 |
| 2020 | Hellboy, producer: Lawrence Gordon, Lloyd Levin, Mike Richardson, Philip Westgren, (Lions Gate) |
| 2020 | A Madea Family Funeral, producer: Ozzie Areu, Will Areu, Tyler Perry, Mark E. Swinton (The Tyler Perry Company, Tyler Perry Studios)                                                                        |
| 2021 | Dolittle, producer: Susan Downey, Jeff Kirschenbaum, Joe Roth (Universal Pictures, Dentsu, Perfect World Pictures)                                                                                          |
| 2021 | 365 nap, producer: Maciej Kawulski, Robert Kijak, Ewa Lewandowska, Tomasz Mandes, Anna Wasniewska (Ekipa, Future Space, Next Film)                                                                          |
| 2021 | A vágyak szigete, producer: Jason Blum, Marc Toberoff, Jeff Wadlow (Columbia Pictures, Blumhouse Productions, Tower of Babble Entertainment)                                                                |
| 2021 | Hubie, a halloween hőse, producer: Adam Sandler, Allen Covert (Happy Madison Productions) |
| 2021 | Wonder Woman 1984, producer: Charles Roven, Deborah Snyder, Zack Snyder, Patty Jenkins, Gal Gadot (DC Films, DC Entertainment)                                                                              |
| 2022 | Space Jam: Új kezdet, producer: Ryan Coogler, LeBron James, Duncan Henderson, Maverick Carter (Warner Animation Group, Proximity, SpringHill Entertainment)                                                 |
| 2022 | Karen, producer: Mary Aloe, Cory Hardrict, Taryn Manning, Tirrell D. Whittley (Flixville USA, BondIt Media Capital, Burke Management)                                                                       |
| 2022 | Nő az ablakban, producer: Scott Rudin, Eli Bush, Anthony Katagas (Fox 2000 Pictures, Scott Rudin Productions)                                                                                               |
| 2022 | Tom és Jerry, producer: Chris DeFaria (Warner Animation Group, The Story Company) |
| 2022 | Twist, producer: Noel Clarke, Ben Grass, Jason Maza, Steve Newton, Matt Williams (Unstoppable Film and Television, Pure Grass Films, Particular Crowd)                                                      |
| 2023 | Pinokkió, producer: Derek Hogue, Andrew Milano, Chris Weitz és Robert Zemeckis (Disney+) |
| 2023 | 365 nap: Ma, valamint 365 nap: Egy újabb nap, producer: Barbara Białowąs, Tomasz Mandes (The Next 365 Days)                                                                                                 |
| 2023 | Jurassic World: Világuralom, producer: Frank Marshall, Patrick Crowley (Universal) |
| 2023 | Szöszi, producer: Dede Gardner, Jeremy Kleiner és Brad Pitt (Netflix) |
| 2023 | Tűzgyújtó, producer: Jason Blum, Akiva Goldsman (Universal) |
| 2024 | Micimackó: Vér és méz, producer: Scott Jeffrey és Rhys Frake-Waterfield (Jagged Edge Productions) |
| 2024 | A Hangya és a Darázs: Kvantumánia, producer: Kevin Feige (Marvel) |
| 2024 | Az ördögűző: A hívő, producer: Jason Blum, David C. Robinson és James G. Robinson (Blumhouse Productions)                                                                                                   |
| 2024 | Feláldozh4tók, producer: Kevin King-Templeton, Les Weldon, Yariv Lerner és Jason Statham (Vértice Cine, Millennium Films)                                                                                   |
| 2024 | Indiana Jones és a sors tárcsája, producer: Steven Spielberg, Kathleen Kennedy, Frank Marshall, Simon Emanuel (Lucasfilm, Paramount Pictures)                                                               |
| 2025 | Joker: Kétszemélyes téboly, producer: Todd Phillips, Emma Tillinger Koskoff, Joseph Garner (Bron Creative, Warner Bros. Pictures, DC Studios, Sikelia Productions, Village Roadshow Pictures, Joint Effort) |
| 2025 | A holló, producer: Edward R. Pressman, Samuel Hadida, Victor Hadida, John Jencks, Molly Hassell (Lionsgate, Pressman Film, Media Capital Technologies)                                                      |
| 2025 | Kraven, a vadász, producer: Avi Arad, Matt Tolmach (Columbia Pictures, Marvel Entertainment, Arad Productions, Matt Tolmach Productions)                                                                    |
| 2025 | Mufasa: Az oroszlánkirály, producer: Adele Romanski, Mark Ceryak (Walt Disney Pictures) |
| 2025 | Rebel moon – 2. rész: A sebejtő, producer: Zack Snyder, Deborah Snyder, Wesley Coller, Eric Newman (Grand Electric, The Stone Quarry)                                                                       |